# Cardioplejía
La cardioplejía es el cese intencional y temporal de la actividad cardíaca, principalmente para la cirugía cardíaca.

## Visión General
La palabra cardioplejía combina el griego cardio que significa el "corazón", y la plejía "parálisis".
Técnicamente, esto significa detener o detener el corazón para que los procedimientos quirúrgicos puedan realizarse en un campo quieto y sin sangre. Sin embargo, la palabra cardioplejía se refiere con mayor frecuencia a la solución utilizada para producir asistolia del corazón o parálisis cardíaca. Uno de los primeros médicos en utilizar el término cardioplejía fue el Dr. Lam en 1957. Sin embargo, su trabajo sobre la protección miocárdica fue precedido serendípicamente por Sydney Ringer a finales de la década de 1800. En ese momento Ringer y sus colegas notaron que el agua del grifo tenía la capacidad de aumentar la contractilidad del corazón, probablemente debido a su alto contenido de calcio. Sydney Ringer también comentó sobre la importancia de la Concentración de potasio en el ritmo cardíaco intrínseco depresor. A través de una serie de experimentos realizados en corazones de rana y canino, se logró la detención reversible con iones K con la consecuencia de fibrilación ventricular y observada necrosis miocárdica. Estos primeros experimentos comenzaron casi 50 años de trabajo, que ha llevado a una variedad de estrategias de perfusión disponibles en la actualidad.
Los objetivos principales de la cardioplejía hipotérmica son:
1. Quiescencia electromecánica inmediata y sostenida
2. Enfriamiento miocárdico homogéneo rápido y sostenido
3. Mantenimiento de aditivos terapéuticos en concentraciones eficaces
4. Lavado periódico de inhibidores metabólicos[2]

El procedimiento más común para realizar asistolia es la infusión de solución cardiopléjica fría en la circulación coronaria. Este proceso protege al miocardio o al músculo cardíaco del daño durante el período de isquemia.
Para ello, primero se coloca al paciente en baipás cardiopulmonar. Este dispositivo, conocido de otro modo como la máquina corazón-pulmón, asume las funciones del intercambio de gases por parte del pulmón y circulación sanguínea por parte del corazón. Posteriormente, el corazón se aísla del resto de la circulación sanguínea mediante una pinza cruzada oclusiva colocada en la aorta ascendente proximal a la arteria innominada. Durante este período de aislamiento del corazón, el corazón no está recibiendo ningún flujo sanguíneo, por lo que no hay oxígeno para el metabolismo. A medida que la solución cardioplejía se distribuye a todo el miocardio, el ECG cambiará y finalmente se llevará a cabo una asistolia. La cardioplejía reduce la tasa metabólica del músculo cardíaco, evitando así la muerte celular durante el período de tiempo isquémico.

## Fisiología
La solución cardiopléjica es el medio por el cual se protege el miocardio isquémico de la muerte celular. Esto se logra reduciendo el metabolismo del miocárdico mediante una reducción de la carga de trabajo cardíaco y el uso de hipotermia.
Químicamente, la alta concentración de potasio presente en la mayoría de las soluciones cardiopléjicas disminuye el potencial de reposo de la membrana de las células cardíacas. El potencial de reposo normal de los miocitos ventriculares es alrededor de -90 mV. Cuando la cardioplejía extracelular desplaza la sangre que rodea a los miocitos, el voltaje de la membrana se vuelve menos negativo y la célula se despolariza más fácilmente. La despolarización causa contracción, el calcio intracelular es secuestrado por el retículo sarcoplásmico a través de bombas Ca2+ dependientes de ATP y la célula se relaja (diástole). Sin embargo, la alta Concentración de potasio en la cardioplejía extracelular impide la repolarización.
El potencial de reposo en el miocardio ventricular es aproximadamente −84 mV a una concentración extracelular de K+ de 5,4 mmol/L. El aumento de la concentración de K+ a 16,2 mmol/L eleva el potencial de reposo a −60 mV, un nivel en el que las fibras musculares no son excitables a los estímulos ordinarios. Cuando el potencial de reposo se aproxima a −50 mV, los canales de sodio se inactivan, lo que resulta en una parada diastólica de la actividad cardiaca. Los gases de inactivación de la membrana o h  Na+ compuertas, son dependientes del voltaje. Cuanto menos negativo sea el voltaje de la membrana, más compuertas h que tienden a cerrarse. Si la despolarización parcial se produce por un proceso gradual como elevar el nivel de K+ extracelular, entonces las puertas tienen tiempo suficiente para cerrarse y así inactivar algunos de los canales Na+. Cuando la célula está parcialmente despolarizada, muchos de los canales de Na+ ya están desactivados y solo una fracción de estos canales está disponible para conducir la corriente interna de Na+ durante la despolarización de la fase 0.
El uso de otros dos cationes, Na+ y Ca2+, también se puede utilizar para detener el corazón. Al eliminar el Na extracelular+ del perfundido, el corazón no latirá porque el potencial de acción depende del Na extracelular+ iones. Sin embargo, la eliminación de Na+ no altera el potencial de membrana en reposo de la célula. Asimismo, la eliminación de Ca2+ extracelular produce una disminución de la fuerza contráctil y un eventual paro de la diástole. Un ejemplo de una solución baja en [K+] [Na+] es el histidina-triptófano-cetoglutarato. Por el contrario, el aumento de la concentración extracelular de Ca2+ aumenta la fuerza contráctil. Elevando la concentración de Ca2+ a un nivel suficientemente alto da como resultado un paro cardíaco en la sístole. Este desafortunado evento irreversible se conoce como "corazón de piedra" o rigor.
La hipotermia es el otro componente clave de la mayoría de las estrategias cardiopléjicas. Se emplea como otro medio para reducir aún más el metabolismo del miocardio durante los períodos de isquemia. La ecuación de Van't Hoff permite calcular que el consumo de oxígeno se reducirá en un 50% por cada 10 °C de reducción de temperatura. Este efecto Q10 combinado con un paro cardiaco químico puede reducir el consumo de oxígeno del miocardio (MVO2) en un 97%.
La cardioplejía fría se administra al corazón a través de la raíz aórtica. El suministro de sangre al corazón proviene de la raíz aórtica a través de las arterias coronarias. La cardioplejía en la diástole asegura que el corazón no agote las valiosas reservas de energía (adenosina trifosfato). La sangre se agrega comúnmente a esta solución en cantidades variables del 0 al 100%. La sangre actúa como amortiguador y también suministra nutrientes al corazón durante la isquemia.
Una vez terminado el procedimiento en los vasos cardíacos (cirugía de revascularización coronaria) o dentro del corazón, como el reemplazo valvular o la corrección de una cardiopatía congénita, etc., se retira la abrazadera cruzada y se termina el aislamiento del corazón, por lo que se restablece el suministro normal de sangre al corazón y el corazón vuelve a latir de nuevo.
El líquido frío (por lo general a 4 °C) asegura que el corazón se enfríe a una temperatura de alrededor de 15 a 20 °C, lo que ralentiza el metabolismo del corazón y, por lo tanto, previene el daño al músculo cardíaco. Esto se ve reforzado aún más por el componente cardioplejía que es rico en potasio.
Cuando la solución se introduce en la raíz aórtica (con una pinza cruzada aórtica en la aorta distal para limitar la circulación sistémica), esto se denomina cardioplejía anterógrada. Cuando se introduce en el seno coronario, se denomina cardioplejía retrógrada.
Si bien existen varias soluciones cardiopléjicas disponibles comercialmente, no hay ventajas claras de una solución cardiopléjica sobre otra. Algunas cardioplejías, como las soluciones del nido o histidina-triptófano-ketoglutamato, ofrecen una ventaja sobre la cardioplejía de sangre y otra cardioplejía cristaloide, ya que solo requieren una administración durante las cirugías cardíacas cortas, en comparación con dosis múltiples requeridas por sangre y otro cristaloide.

## Alternativas
En cirugía coronaria, existen diversas alternativas a la cardioplejía para llevar a cabo la operación. Una es la cirugía coronaria sin bomba en la que se realiza la cirugía sin necesidad de una máquina de derivación cardiopulmonar. Otra es el uso de una  pinza de fibrilación cruzada en la que el corazón se fibrila mientras está en derivación cardiopulmonar para realizar la anastomosis distal.